# 1980年のイギリス・フォーミュラ3選手権
1980年のイギリス・フォーミュラ3選手権は、同選手権における通算30年目となるシーズン。2月3日にシルバーストーンで開幕し、イギリス国内の各サーキットを転戦した後、10月26日にスラクストンで最終戦を迎えた。9月7日にシルバーストーンで行われた第16戦のみヨーロッパF3との合同レースとなっている。シリーズタイトルはステファン・ヨハンソンが獲得した。2位は同じ95ポイントを獲得したケネス・アチソンとロベルト・ゲレーロ。日本からも前年に全日本F3選手権の初代チャンピオンとなった鈴木利男が第10戦から第16戦までの7レースに出走した。

## シリーズポイントランキング
| 順位 | ドライバー               | チーム                             | 合計ポイント |
| ---- | ------------------------ | ---------------------------------- | ------------ |
| 1    | ステファン・ヨハンソン   | プロジェクト4・レーシング          | 97           |
| 2    | ケネス・アチソン         | RMCグループ                        | 95           |
| ＝   | ロベルト・ゲレーロ       | アングリア・カーズ                 | 95           |
| 4    | ティエリー・タッシン     | アングリア・カーズ                 | 59           |
| 5    | ロブ・ウィルソン         | SW Racing                          | 40           |
| 6    | マイク・ホワイト         | ジェラルド・レーシング             | 37           |
| 7    | ブレット・ベイリー       | デビッド・プライス・レーシング     | 20           |
| 8    | デビッド・シアーズ       | ルーセン・グリーン・レーシング     | 19           |
| 9    | ナイジェル・マンセル     | マーチ・エンジニアリング           | 15           |
| ＝   | エディ・ジョーダン       | チーム・アイルランド               | 15           |
| 11   | マイク・ブランチェット   | SDC Builders Ltd.                  | 10           |
| 12   | ダニエル・アルベルティン | ティガー・レース・チーム           | 9            |
| 13   | ミケーレ・アルボレート   | ユーロ・レーシング                 | 4            |
| 14   | クルト・ティーム         | ソーダストリーム・レーシング       | 1            |
| ＝   | コラード・ファビ         | ユーロ・レーシング                 | 1            |
| ＝   | ベルナール・デバニー     | デレック・マクマホーン・レーシング | 1            |
| ＝   | ベングト・トラガルド     | メルトニアン・レーシング           | 1            |
| ＝   | マイク・オブライエン     |                                    | 1            |